# GSM-R
GSM-R, глобальна система мобільного зв’язку на залізниці (англ. Global System for Mobile Communications – Railway, GSM - Railway) – це міжнародний стандарт бездротового зв’язку для залізничного зв’язку та застосунків. 
Підсистема Європейської системи управління залізничним рухом (ERTMS), використовується для зв’язку між поїздами та центрами регулювання руху на залізниці. Система заснована на специфікаціях GSM і EIRENE – MORANE, які гарантують роботу на швидкостях до 500 км/год (310 миль/год), без втрати зв’язку.
GSM-R може бути витіснений LTE-R,  з першою діючою мережею у Південній Кореї.  Проте LTE, як правило, вважається протоколом « 4G », і програма UIC щодо майбутньої системи мобільного зв’язку залізничного транспорту (FRMCS)  розглядає можливість переходу на щось на основі « 5G » (зокрема, 3GPP R15/16, тобто 5G NR),  таким чином пропускаючи два технологічних покоління.  
Укрзалізниця анонсувала впровадження GSM-R у 2016 році 

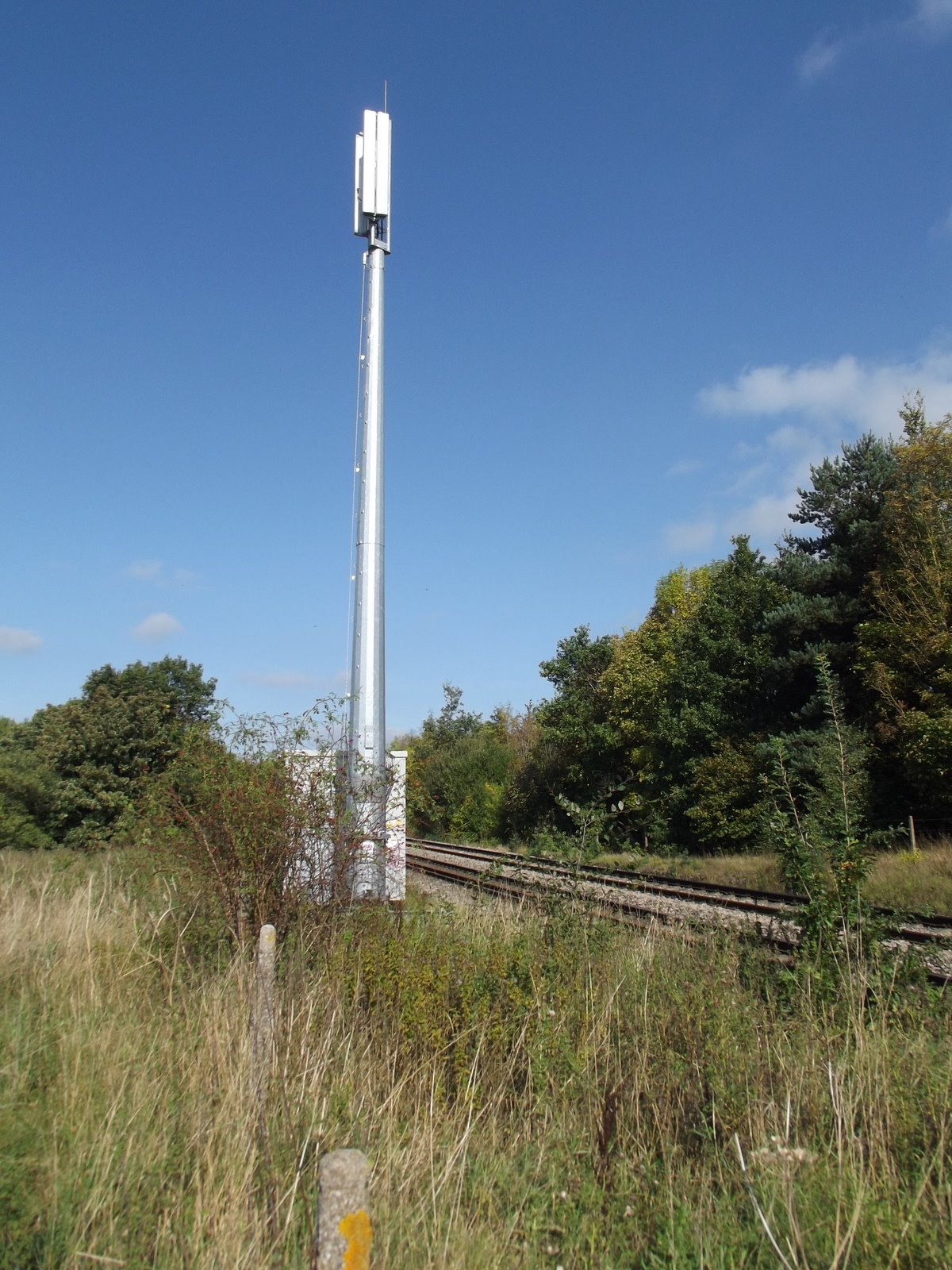
Щогла та шафа GSM-R, Абергавенні, Уельс

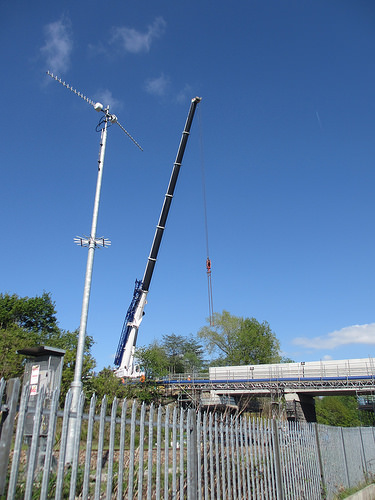
Ретранслятор GSM-R у Діні Клаф, Болтон, північно-західна Англія

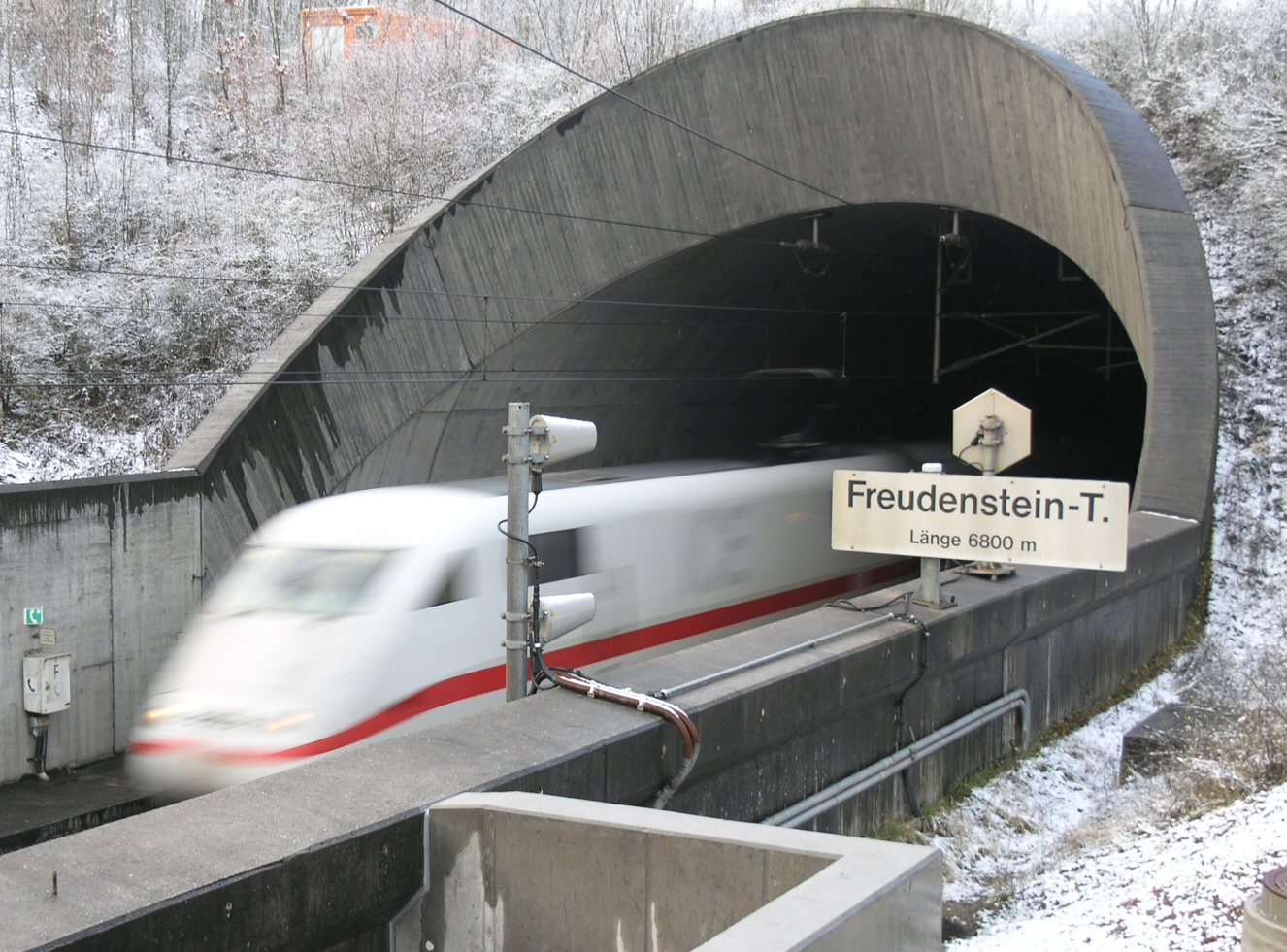
Спрямовані антени GSM-R спрямовані на східний кінець тунелю Фройденштайн, Німеччина

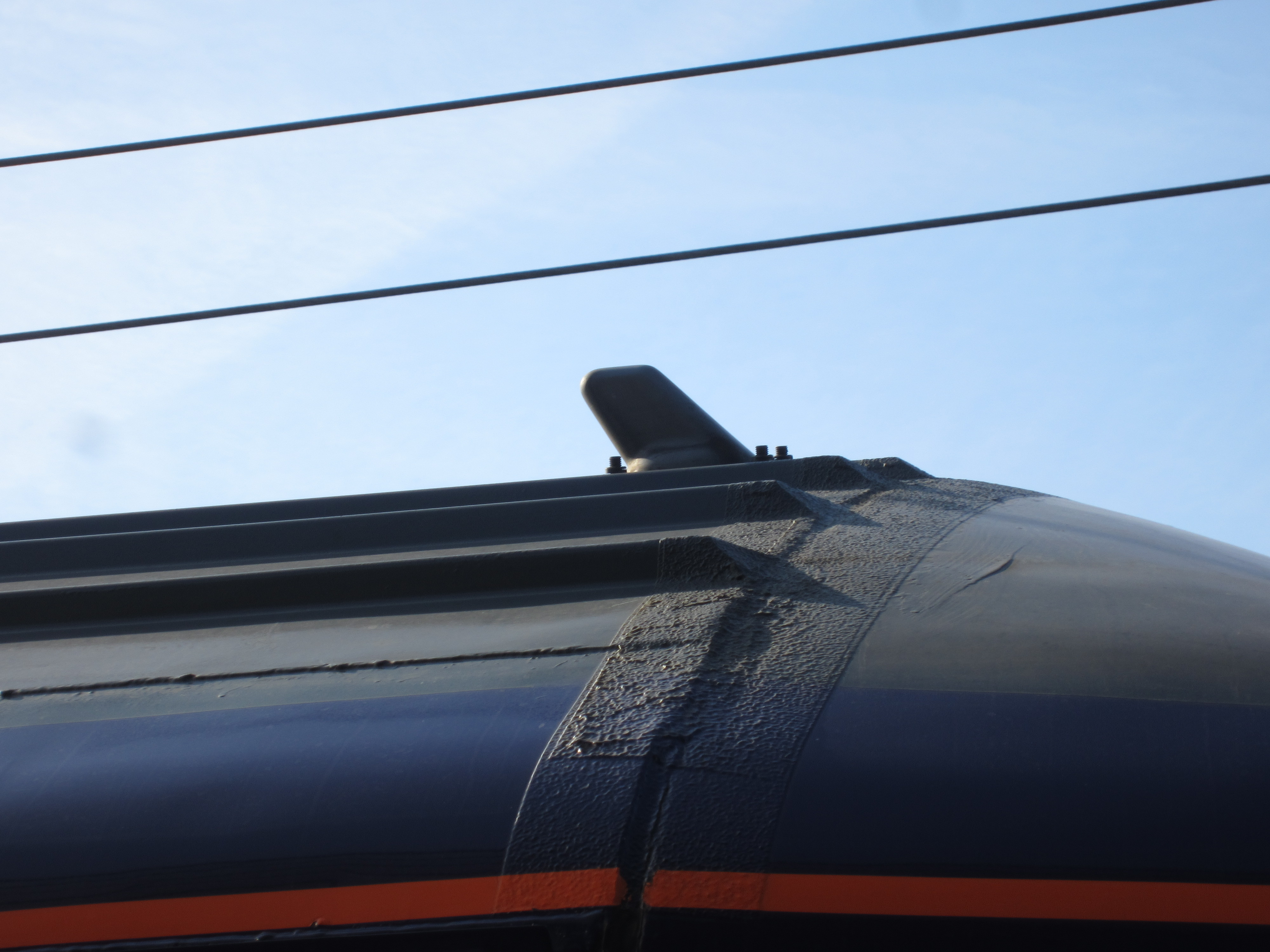
Мобільна антена GSM-R «Shark's-Fin», встановлена на значній кількості рушійних сил залізниць Великобританії

## Історія
GSM-R побудовано на основі технології GSM і отримує переваги повторного використання та економії масштабу технології GSM, прагнучи стати економічно ефективною цифровою заміною для існуючих несумісних внутрішньоколійних кабельних та аналогових залізничних радіомереж. Повідомляється, що тільки в Європі існує понад 35 різних таких систем. 
Стандарт є результатом понад десяти років співпраці між різними європейськими залізничними компаніями з метою досягнення сумісності за допомогою єдиної комунікаційної платформи. GSM-R є частиною стандарту Європейської системи управління залізничним рухом (ERTMS) і передає сигнальну інформацію безпосередньо до машиніста, що забезпечує підвищення швидкості поїзда та щільності руху з високим рівнем безпеки.
Специфікації були завершені в 2000 році на основі проекту MORANE (Мобільне радіо для мереж залізниць в Європі), що фінансується Європейським Союзом. Специфікація підтримується проектом ERTMS Міжнародного союзу залізниць. GSM-R було обрано 38 країнами світу, включаючи всі країни-члени Європейського Союзу та країни Азії, Євразії та Північної Африки.
GSM-R — це захищена платформа для голосового зв’язку та передачі даних між оперативним персоналом залізниці, включаючи машиністів, диспетчерів, членів маневрових бригад, інженерів поїздів та диспетчерів станцій. Він надає такі функції, як групові дзвінки (VGCS), голосове мовлення (VBS), з’єднання на основі розташування та попередження дзвінків у разі надзвичайної ситуації. Це підтримує такі застосування, як відстеження вантажів, відеоспостереження в поїздах і на станціях, а також інформаційні служби пасажирів.

GSM-R, як правило, реалізується з використанням виділених щогл базових станцій поблизу залізниці, з покриттям тунелю, що здійснюється за допомогою спрямованих антен або «дірявої» фідерної передачі. Відстань між базовими станціями 7—15 км (4,3—9,3 миля). Це створює високий ступінь резервування та більш високу доступність і надійність. У Німеччині, Італії та Франції мережа GSM-R налічує від 3000 до 4000 базових станцій. У зонах, де використовується Європейська система управління поїздами (ETCS) рівня 2 або 3, поїзд постійно підтримує цифрове модемне з’єднання з комутацією каналів до центру управління поїздом. Цей модем працює з вищим пріоритетом, ніж звичайні користувачі (eMLPP). У разі втрати модемного зв’язку потяг автоматично зупиниться.

### Батьківська система
GSM-R є частиною ERTMS (Європейської системи управління залізничним рухом), яка складається з:
- ETCS (Європейська система управління поїздами)
- GSM-R
- ETML (європейський рівень управління трафіком)
- EOR (Європейські правила експлуатації)

## Діапазон частот
GSM-R стандартизовано для впровадження в E-GSM (900 МГц-GSM) або DCS 1800 (1800 MHz-GSM) , які використовуються в усьому світі.

### Європа
Європа включає країни-члени CEPT, до яких входять усі члени ЄС, а також Албанія, Андорра, Азербайджан, Боснія і Герцеговина, Грузія, Ісландія, Ліхтенштейн, Північна Македонія, Молдова, Монако, Чорногорія, Норвегія, Сан-Марино, Сербія, Швейцарія, Туреччина, Україна, Сполучене Королівство та Ватикан.
Членство Білорусі та Росії, які раніше були членами CEPT, призупинено на невизначений термін з 00:00 (CET), 18 березня 2022 р. Асамблея CEPT прийняла це рішення після опитування членів, проведеного президентством CEPT, і опублікувала своє рішення 17 березня 2022 року. )
GSM-R використовує певний діапазон частот, який можна назвати «стандартним» діапазоном GSM-R: 
- Вихідна лінія: 876–880 МГц, що використовується для передачі даних
- Вхідна лінія: 921–925 МГц, який використовується для прийому даних

У Німеччині цей діапазон був розширений додатковими каналами у 873–876 МГц і 918–921 МГц.  Нові частоти раніше використовувалися для регіональних систем транкінгового радіозв’язку, повне використання планується на 2015 рік. 

### Китай
GSM-R займає широкий діапазон шириною 4 МГц з діапазону E-GSM (900 МГц-GSM). 
- Вихідна лінія: 885–889 МГц
- Вхідна лінія: 930–934 МГц

### Індія
GSM-R займає діапазон шириною 1.6 MHz з діапазону P-GSM (900 МГц-GSM), які належать Індійській залізниці :  
- Вихідна лінія: 907,8–909,4 МГц
- Вхідна лінія: 952.8–954.4 МГц

### Австралія
GSM-R впроваджується в діапазоні DCS 1800 
- Вихідна лінія: 1770–1785 МГц
- Вхідна лінія: 1865–1880 МГц

Смуга DCS 1800 спочатку була розділена та продана на аукціоні парними пакетами розміром 2 × 2,5 кожна МГц з дуплексним інтервалом 95 МГц. Державні залізниці придбали шість переважно не згрупованих пакетів розміром 2×15 МГц спектру для розгортання GSM-R. 
Державні залізничні оператори повторно ліцензували 2 x 10 МГц з 1800 МГц спектру в Аделаїді, Брісбені, Мельбурні, Перті та Сіднеї для залізничного зв'язку безпеки та контролю. Усі, за винятком Департаменту планування транспорту та інфраструктури Південної Австралії (Аделаїда), повторно ліцензували 2 x 5 1800 МГц Спектр МГц за комерційними тарифами, встановленими урядом Австралії.  

### Технічне використання частоти в GSM-R
Використовується модуляція GMSK (маніпуляція мінімальним зсувом Гауса). GSM-R — це система TDMA («множинний доступ із розділенням часу»). Передача даних здійснюється періодичними кадрами TDMA (з періодом 4,615 мс), для кожної несучої частоти (фізичного каналу). Кожен кадр TDMA розділений на 8 часових інтервалів, які називаються логічними каналами (577 мкс, кожен часовий інтервал), що містить 148 біт інформації.
Є побоювання, що мобільний зв’язок LTE заважатиме GSM-R, оскільки йому було надано смугу частот, досить близьку до GSM-R. Це може спричинити порушення ETCS, випадкове екстрене гальмування через втрату зв’язку тощо 
Як наслідок, спостерігається зростаюча тенденція до моніторингу та управління перешкодами GSM-R за допомогою активного та автоматизованого тестування на борту поїзда та на колії. 

### Поточна версія GSM-R
Специфікація стандарту GSM-R розділена на дві специфікації EIRENE: 
- Специфікація функціональних вимог (FRS): визначення вищих функціональних вимог важеля
- Специфікація системних вимог (SRS): визначення технічних рішень, що підтримують функціональні вимоги

EIRENE визначає «Технічну специфікацію взаємодії» (TSI) як набір обов’язкових специфікацій, які мають бути виконані для підтримки сумісності з іншими європейськими мережами; поточними TSI є FRS 7 і SRS 15. EIRENE також визначає необов’язкові специфікації, які називаються «проміжною версією», яка визначає додаткові функції, які, ймовірно, стануть обов’язковими в наступних TSI. Поточні версії – це версії FRS 8.0.0 і SRS 16.0.0 від 21 грудня 2015 року  Специфікації GSM-R досить стабільні; останнє обов'язкове оновлення відбулося в 2006 році. Повний графік версій GSM-R: 
- Грудень 2000: FRS 5/SRS 13, перша версія, яка буде широко застосовуватись
- Жовтень 2003: FRS 6/SRS 14,
- Травень 2006: FRS 7/SRS 15, поточний TSI
- Червень 2010: FRS 7.1/SRS 15.1, поточна проміжна версія; основними додатковими функціями в порівнянні з TSI є маневровий радіозв'язок і радіо лише для даних ETCS

Поточна версія GSM-R може працювати в мережах R99 і R4 3GPP.

## GSM-R використовує

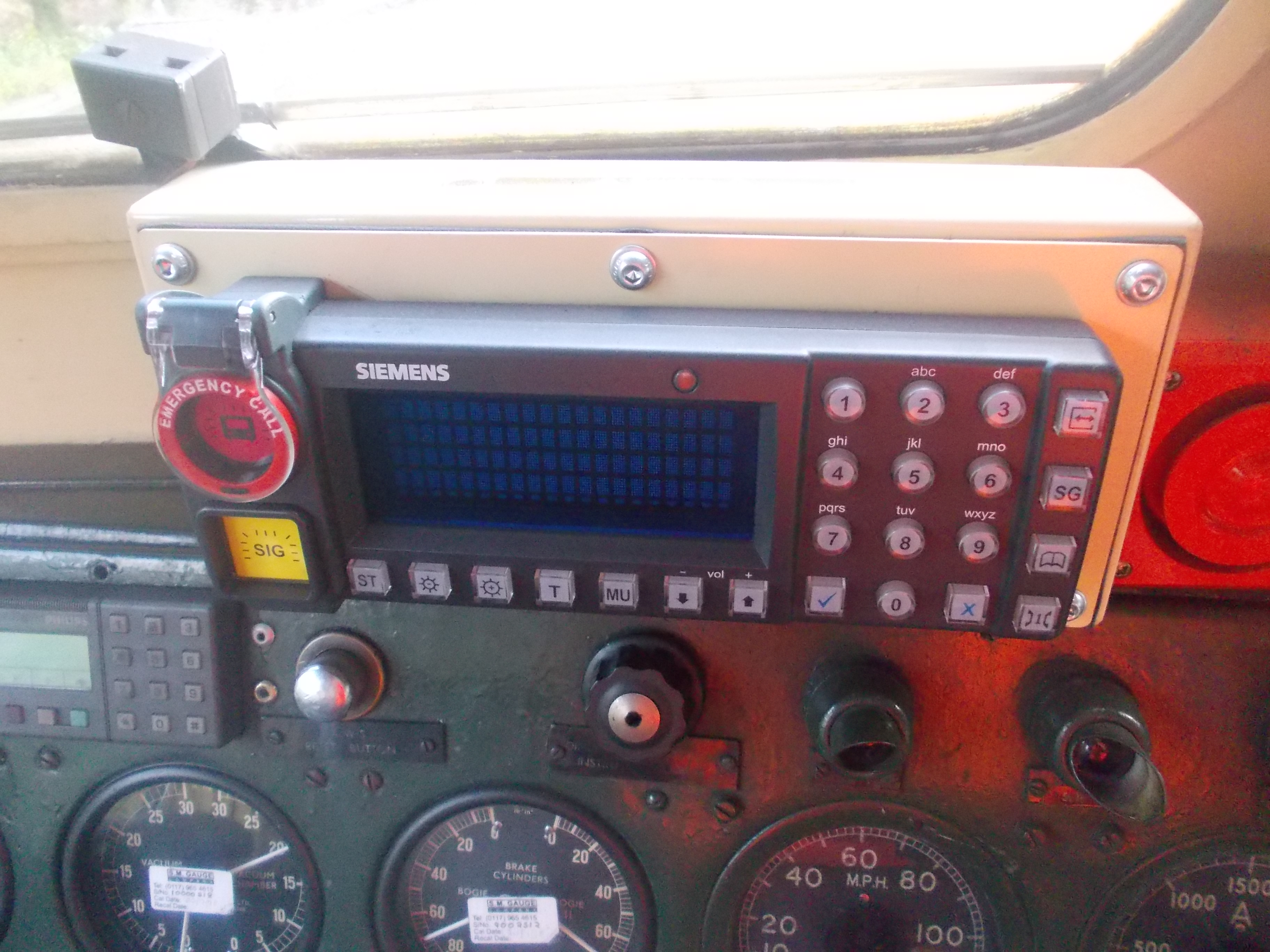
Радіопанель GSM-R, встановлена в кабіні

GSM-R дозволяє нові послуги та програми для мобільного зв'язку в кількох доменах :
- передача сповіщень загального сповіщення (LLPA) на віддалені станції по лінії
- контроль і захист (автоматичне керування поїздами/ ETCS) і ERTMS
- зв'язок між машиністом поїзда та центром регулювання
- спілкування бортових працюючих людей
- відправка інформації для ETCS
- сполучення між вокзалами, класифікаційною станцією та залізничними коліями

Використовується для передачі даних між поїздами та центрами регулювання залізниці з рівнем 2 і 3 ETCS. Коли поїзд проїжджає через Eurobalise, він передає своє нове положення та швидкість, а потім отримує згоду (або незгоду) на проїзд наступної колії та нову максимальну швидкість.

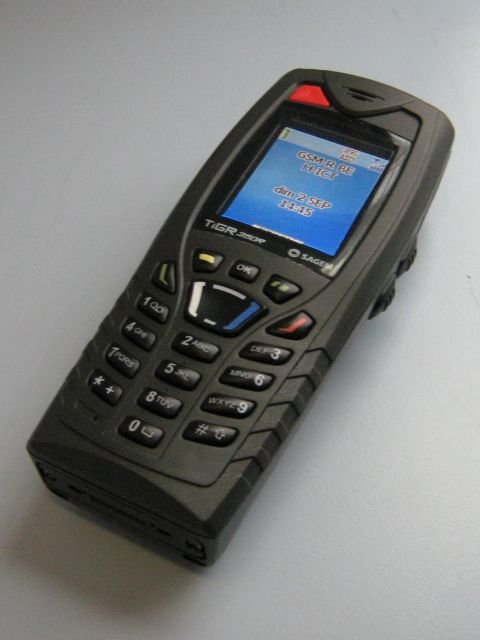
Мобільний телефон GSM-R, який використовується Національною залізничною компанією Бельгії

Як і інші пристрої GSM, обладнання GSM-R може передавати дані та голос. Нові можливості GSM-R для мобільного зв'язку засновані на GSM і визначені проектом EIRENE. Особливості виклику:
- Виклик PtP : Дзвінок «точка-точка», той самий тип виклику, що й звичайний виклик GSM
- VGCS : система голосового групового виклику, дуже схожа на зв’язок по рації, але з єдиним висхідним каналом зв’язку, який обробляється мережею (одночасно може говорити лише одна особа)
- VBS : система голосового мовлення, як VGCS, але лише ініціатор виклику може говорити (інші лише слухачі)
- REC : Екстрений виклик залізниць, це спеціальний VGCS, визначений як 299 з найвищим можливим пріоритетом (0)
- SEC : Shunting Emergency Call — спеціальний VGCS, визначений як 599 з найвищим можливим пріоритетом (0)
- Пріоритетне керування всіма різними викликами (виклики PtP, VGCS, VBSm, REC і SEC)

Є й інші додаткові функції:
- Функціональна адресація, система псевдонімів для виклику когось, зареєстрованого в мережі GSM-R, лише знаючи тимчасову функцію користувача (машиніст поїзда такого-то, ...)
- Адресація залежно від розташування, система маршрутизації для виклику найбільш відповідного диспетчера поїздів щодо поточного розташування поїзда шляхом набору попередньо визначеного короткого коду
- Маневровий режим, коли користувачі працюють на коліях.

## Функції GSM-R

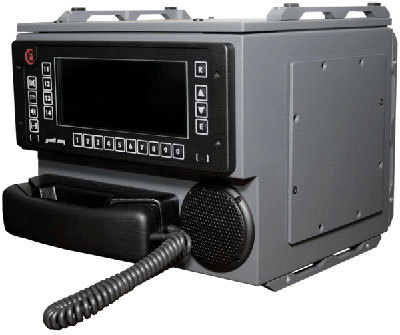
Портативна радіосистема кабіни GSM-R

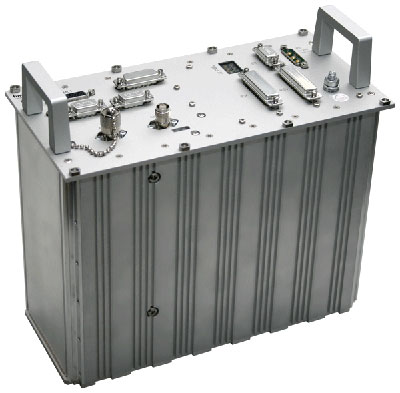
Компактне радіо для кабіни GSM-R

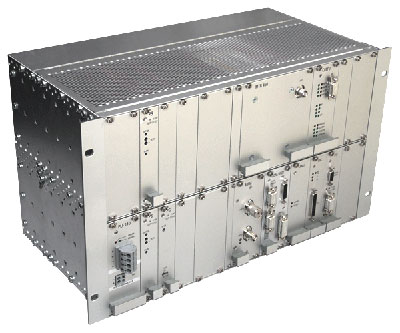
Дворежимне радіо в кабіні (GSM-R і UIC 751–3) як 19-дюймова стійка

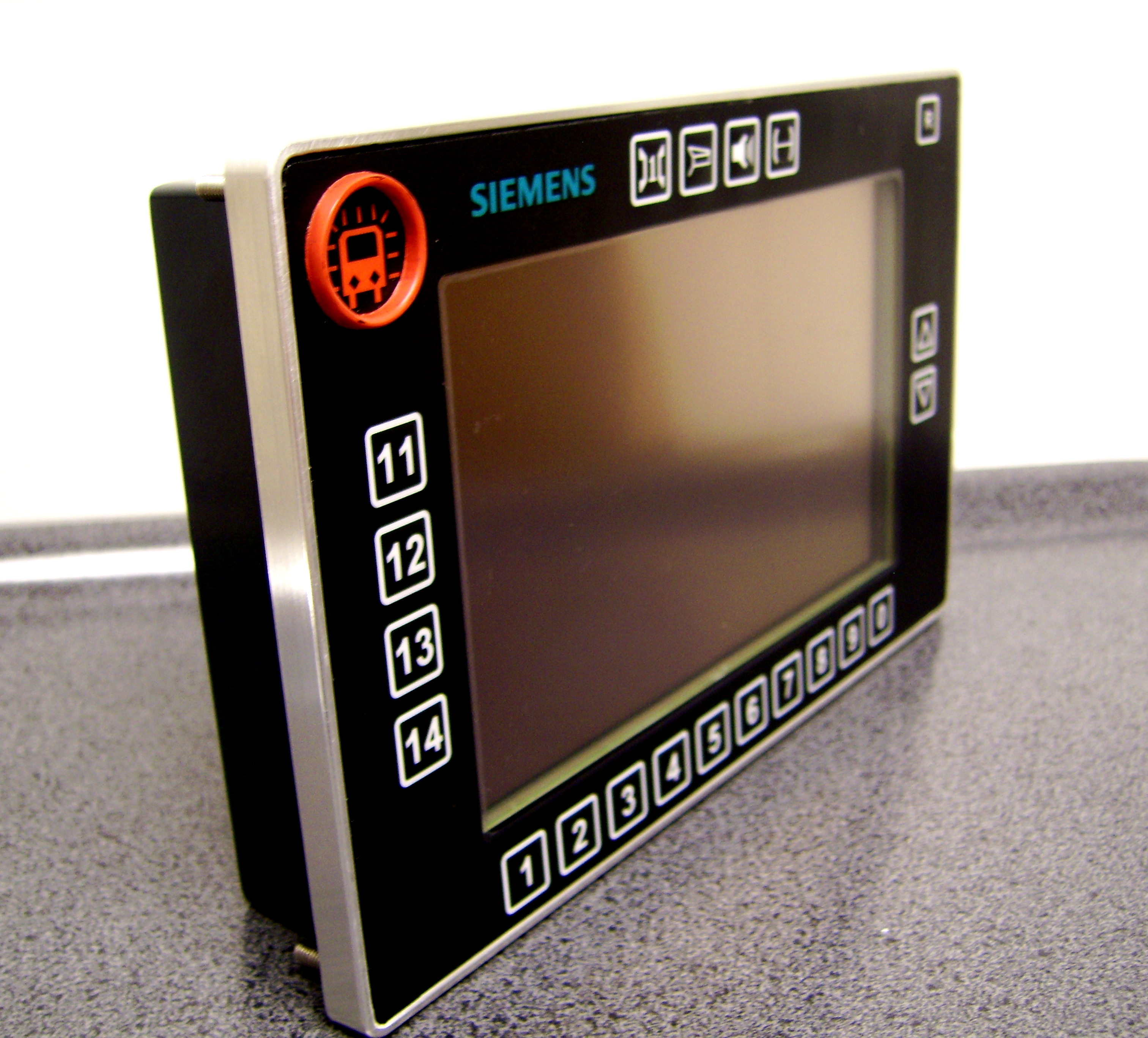
Графічний радіоінтерфейс GSM-R кабіни – здатний відображати різні мови

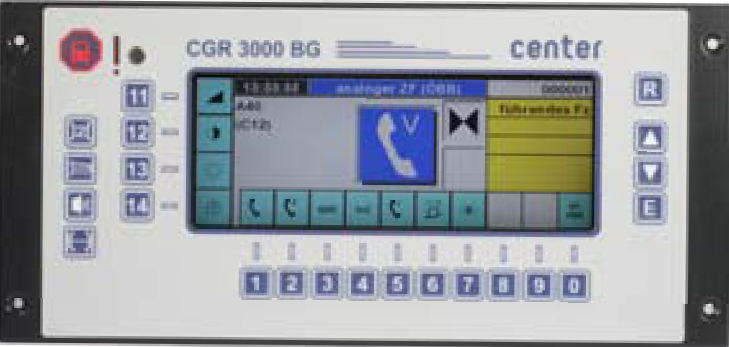
Інтерфейс користувача GSM-R з кольоровим дисплеєм

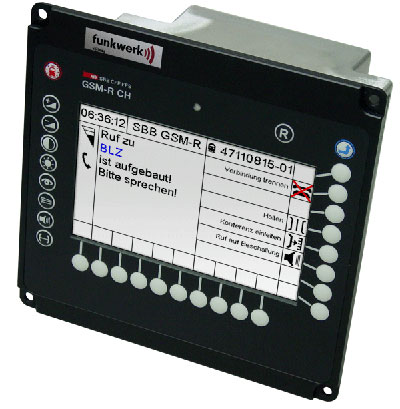
Панель керування GSM-R для SBB

### Функції ASCI (Advanced Speech Call Items).
Наступні визначення є частиною специфікації системних вимог (SRS), як визначено стандартом EIRENE. 

#### VGCS (служба голосового групового виклику)
VGCS дозволяє великій кількості користувачів брати участь в одному виклику. Ця функція імітує аналоговий груповий виклик PMR (Private Mobile Radio) за допомогою клавіші PTT (Push-to-Talk).
Визначено три типи користувачів: розмовник, слухач і диспетчер. Говорячий може стати слухачем, відпустивши клавішу РТТ, а слухач стає співрозмовником, натиснувши клавішу РТТ.
Однією з переваг VGCS порівняно з багатосторонніми викликами (функцією конференц-зв’язку GSM) є ефективність використання спектру. Дійсно, коли багато користувачів знаходяться в одній комірці, вони використовуватимуть лише одну частоту для всіх слухачів і дві частоти для того, хто розмовляє (як у випадку виклику «точка-точка»). У багатосторонньому виклику кожному користувачеві виділяється один часовий інтервал. Друга перевага порівняно з багатосторонніми дзвінками полягає в тому, що немає необхідності знати, які мобільні телефони беруть участь у дзвінку. Виклик VGCS встановлюється на суто географічній основі, за умови, що мобільний телефон попередньо активував прийом відповідної групи.

#### VBS (послуга голосової трансляції)
VBS — це груповий виклик тансляція: це означає, що порівняно з VGCS може говорити лише ініціатор виклику. Інші, хто приєднується до виклику, можуть бути лише слухачами. Цей тип дзвінка в основному використовується для трансляції записаних повідомлень або для оголошення.

#### REC (залізничний екстрений виклик)
REC — це груповий дзвінок, або VGCS, призначений для термінових дій. Це виклик з вищим пріоритетом (пріоритет REC – рівень 0 – див. нижче). : eMLPP).

#### SEC (Маневровий виклик екстреної допомоги)
Маневровий виклик екстреної допомоги – це виділений груповий виклик за номером 599. Виклик встановлюється з екстреним рівнем пріоритету, рівень якого є найвищим можливим пріоритетом 0. SEC вмикається та використовується пристроями, зареєстрованими для маневрової роботи. Встановлення такого виклику призводить до автоматичного прийняття виклику на всіх увімкнених пристроях у межах поточної зони або налаштованої групи стільникових клітинок. 

### Служба багаторівневого пріоритету та пріоритету (eMLPP)
Це визначає пріоритет користувача. Різні рівні пріоритету:
- A і B: найвищі рівні пріоритету (не використовуються мережами GSM-R)
- 0: найвищий рівень пріоритету для ASCI та звичайних викликів (в основному використовується для викликів REC)
- 1: Нижчий пріоритет, ніж рівень 0
- 2: Нижчий пріоритет, ніж рівень 1
- 3: Нижчий пріоритет, ніж рівень 2
- 4: Найнижчий рівень пріоритету (пріоритет за замовчуванням, призначений для викликів «точка-точка»)

Функція автовідповіді з таймером також доступна для дзвінків із пріоритетом 0, 1 і 2.

### План нумерації GSM-R
Документ EIRENE SRS визначає фіксований план нумерації для GSM-R. Визначається префіксами чисел.
| Префікс | Застосування                                                |
| ------- | ----------------------------------------------------------- |
| 1       | Зарезервовано для коротких номерів                          |
| 2       | Номер функцій поїзда                                        |
| 3       | Номер функцій локомотива                                    |
| 4       | Номер вагонів                                               |
| 50      | Груповий звʼязок                                            |
| 51      | Дзвінки трансляції                                          |
| 52–55   | Зарезервовано для міжнародного використання                 |
| 56–57   | Зарезервовано для національного використання                |
| 58      | Зарезервовано для системного використання                   |
| 59      | Зарезервовано для системного використання                   |
| 6       | Члени робочих та маневрових команд                          |
| 7       | Контролери поїздів                                          |
| 8       | Мобільні користувачі                                        |
| 9       | Зарезервовані коди для поломок і національного використання |
| 0       | Зарезервовано для доступу до публічних та інших GSM-R мереж |

Ці номери використовуються для функціональної реєстрації та фіксованих записів для MSISDN або коротких кодів набору, як визначено в HLR. 807660, наприклад, визначає MSISDN мобільного абонента. Номер 23030301 буде функціональним номером, пов’язаним із номером поїзда 30303 і роллю користувача 01.

### Особливості Eirene

#### Функціональне управління номерами
- Функціональна нумерація
  - Дозволяє викликати мобільну станцію за її функцією: машиніст поїзда xxx, ...
  - Він використовує:
    - USSD і Follow Me
    - UUS1 (для відображення номера)

- Адресація, що залежить від місця розташування
  - Встановлює виклик від мобільної станції до (зазвичай) стаціонарного абонента/диспетчера, який виконує функцію в зоні розташування мобільної станції.

#### Підтвердження завершення виклику
Функція підтвердження завершення виклику доступна лише для групових викликів із найвищим пріоритетом (рівень пріоритету 0) (VGCS) і широкомовних викликів (VBS) (див. eMLPP).
Він складається зі звіту про закінчення виклику, який надсилається всіма мобільними станціями, які приєдналися до виклику з високим пріоритетом (включно з ініціатором). Цей звіт інформує про:
- Тип виклику
- Тривалість дзвінка
- Ідентифікатор мобільної станції
- Причина завершення дзвінка Нормальний, завершено користувачем, мобільна станція вимкнена користувачем, вимкнено через низький заряд акумулятора, …)

Якщо звіт не може бути надісланий (мобільна станція вимкнута користувачем або вимкнута через низький заряд батареї), мобільна станція спробує знову (кілька разів, якщо потрібно) надіслати звіт під час наступного увімкнення.

#### Маневровий режим
Маневровий режим – програма, яка регулюватиме та контролюватиме доступ користувачів до маневрових комунікацій.
Сигнал перевірки зв’язку (LAS) надається, щоб переконати водія, що радіозв’язок працює.

#### Прямий режим
Прямий режим — це режим рації (мобільні станції, які розмовляють між собою без мережі) і був запропонований в Eirene, однак він ніколи не застосовувався, оскільки базувався на аналоговому радіо.
Sagemcom стверджує, що розробила прямий режим GSM, який наразі не розпізнається в специфікації GSM-R, і не має розподілу частот.

## Ринок GSM-R

### Ринкові групи GSM-R
Ринок GSM-R складається з різних груп:  
Оператори мережі та залізничні оператори

Контракт підписано / Імплементація:
| Країна                 | Оператор мережі                            | Оператор залізниці             | Обладнання                                               |
| ---------------------- | ------------------------------------------ | ------------------------------ | -------------------------------------------------------- |
| Алжир                  | SNTF                                       | SNTF/ANESRIF                   | Kontron/Frequentis AG                                    |
| Австрія                | ÖBB-IKT GmbH                               | ÖBB                            | Kontron/WINGCON                                          |
| Австралія              | Department of Transport Victoria           | Metro Trains Melbourne         | Nokia Networks/WINGCON                                   |
| Австралія              | UGL                                        | Transport Asset Holding Entity | Huawei/Frequentis AG                                     |
| Бельгія                | Infrabel                                   | NMBS/SNCB                      | Kontron/Nokia Siemens                                    |
| Болгарія               | NRIC                                       | NRIC                           | Kontron/WINGCON/Frequentis AG                            |
| Китай                  | China Ministry of Railway                  | CR                             | Huawei/ZTE                                               |
| Чехія                  | Správa železnic                            | ČD                             | Kontron                                                  |
| Данія                  | Banedanmark                                | DSB                            | Nokia Networks + WINGCON/Wenzel Elektronik/Frequentis AG |
| Франція                | SNCF Réseau                                | SNCF                           | Kontron/WINGCON                                          |
| Франція/Великобританія | Getlink                                    | Getlink                        | Kontron/WINGCON/Trans Data Management                    |
| Німеччина              | DB Netz                                    | DB                             | Kontron/WINGCON/Frequentis AG                            |
| Великобританія         | Network Rail                               | List of passenger operators    | Siemens Mobility + Kontron/WINGCON/Frequentis AG         |
| Греція                 | OSE A.E.                                   | Hellenic Train                 | Nokia Networks + Siemens Mobility                        |
| Угорщина               | VPE                                        | MÁV                            | Kontron/WINGCON/Frequentis AG                            |
| Індія                  | Nokia Siemens Networks                     | IR                             | Nokia Siemens/WINGCON + Kontron/Frequentis AG            |
| Ірландія               | CIÉ                                        | IÉ                             | Kontron/WINGCON/Frequentis AG                            |
| Ізраель                | Ізраїльські залізниці                      | Ізраїльські залізниці          | Nokia Networks + Motorola Solutions                      |
| Італія                 | RFI                                        | TI                             | Nokia Networks + Kontron                                 |
| Литва                  | Литовські залізниці                        | Литовські залізниці            | Kontron/WINGCON/Frequentis AG                            |
| Люксембург             | CFL                                        | CFL                            | Kontron/WINGCON                                          |
| Нідерланди             | Mobirail (для ProRail)                     | NS &                           | Nokia Networks/KPN                                       |
| Норвегія               | Bane NOR                                   | Vy/SJ Nord/Go-Ahead Nordic     | Nokia Networks/WINGCON/Frequentis AG                     |
| Польща                 | PKP PLK                                    | PKP & інші                     | Nokia Networks + Kontron/WINGCON/Frequentis AG           |
| Саудівська Аравія      | Thales Group together with Nokia Networks  | Saudi Arabian Railways         |                                                          |
| Саудівська Аравія      | AlShoula разом з ADIF                      | Saudi Arabian Organisation     | Kontron/WINGCON/Frequentis AG                            |
| Словаччина             | ŽSR                                        | ZSSK                           | Kontron/WINGCON                                          |
| Словенія               | AZP                                        | SŽ                             | Kontron/WINGCON/Iskratel, d.o.o                          |
| Іспанія                | ADIF                                       | Renfe                          | Nokia Networks + Kontron                                 |
| Україна                | -                                          | Укрзалізниця                   |                                                          |
| Швеція                 | Trafikverket                               | SJ, Hector Rail, Green Cargo   | Nokia Networks + WINGCON/Wenzel Elektronik               |
| Швейцарія              | Siemens together with SBB Telecom          | SBB/CFF/FFS                    | WINGCON/Frequentis AG                                    |
| Швейцарія              | NSS/BSS: Siemens together with SBB Telecom | BLS AG                         | Trans Data Management AG                                 |
| Туреччина              | –                                          | Турецька залізниця             | Kontron/Frequentis AG                                    |
| Туркменістан           | –                                          | Turkmen Railways               | Huawei                                                   |

Фаза планування / Контрактування:
| Країна                | Оператор мережі | Оператор залізниці |
| --------------------- | --------------- | ------------------ |
| Хорватія (Pilot site) | –               | HŽ                 |

Вивчення можливості
| Країна            | Оператор мережі    | Оператор залізниці  |
| ----------------- | ------------------ | ------------------- |
| Бангладеш         | Bangladesh Railway | Bangladesh Railway  |
| Північна Ірландія | –                  | NIR                 |
| Росія             | –                  | Російські залізниці |
| США               | US-DOT             | Amtrak              |

Минулі користувачі
| Оператор мережі | Оператор залізниць | Обладнання                  | Використання припинено | Примітка |
| --------------- | ------------------ | --------------------------- | ---------------------- | --- |
| Väylävirasto    | VR                 | Nokia Siemens Frequentis AG | 30.04.2019             | Users were switched to the existing TETRA-based national VIRVE government radio network. This was favored over the option of replacing the current end-of-life GSM-R network. |

## Галерея

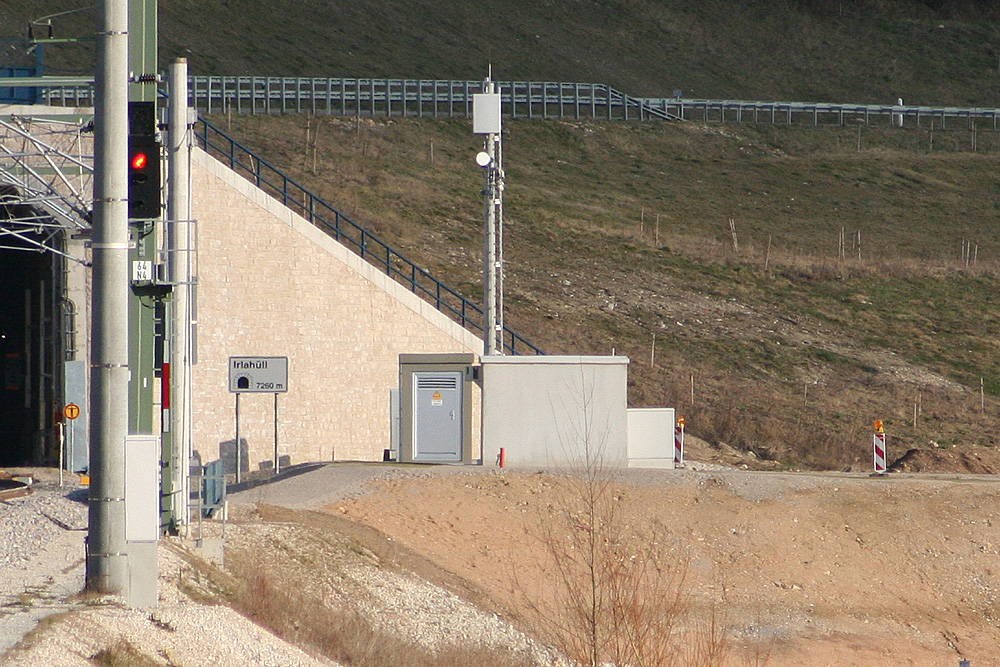
Щогла передавача GSM-R на лінії високошвидкісної залізниці Нюрнберг–Інгольштадт
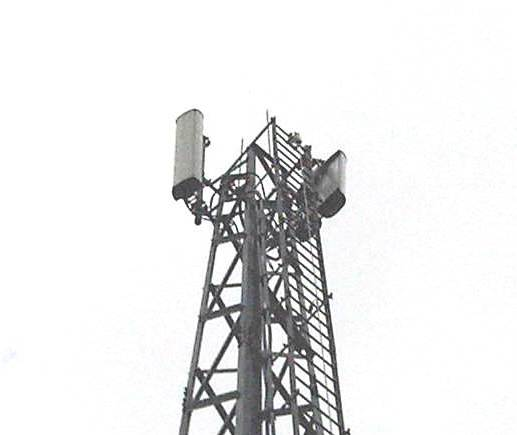
Панельні антени Kathrein GSM-R на решітчастій щоглі

## Зовнішні посилання
- GSM-R при Міжнародному союзі залізниць